# Pagan
Pagan je vulkanický ostrov na severozápadě Pacifiku v Marianském souostroví, který leží na půl cestě mezi Alamaganem na jihu a Agriganem na severu. Administrativně je součástí nezačleněného území Severní Mariany. Většina obyvatel byla v roce 1981 evakuována kvůli vulkanické erupci.

## Historie
Podle archeologických nálezů byl ostrov obýván několik staletí před začátkem našeho letopočtu. První kontakt s Evropany proběhl v roce 1669, když na ostrov připlul španělský misionář Diego Luis de San Vitores, který ostrov pojmenoval Saint Ignatius. Je pravděpodobné, že ještě dříve, v roce 1522, ostrov navštívil španělský námořník Gonzalo de Vigo, který rok předtím dezertoval z Magellanovy expedice, a stal se prvním evropským trosečníkem v historii Pacifiku. Domorodí Čamorové byli v roce 1695 násilně přesídleni na Saipan a odtud o tři roky později na Guam. Na počátku 19. století se začali na ostrov vracet, ten však byl v mezičase kolonizován Kanaky z Karolín propuštěnými z otroctví. V sedmdesátých letech 19. století byly založeny první kokosové plantáže.
V roce 1899, po prodeji Severních Marian Španělskem Německu, se ostrov stal součástí kolonie Německá Nová Guinea a byl pronajat soukromé Pagan Society, jejímiž společníky byli Němec a Japonec. Hlavním produktem společnosti byla kopra. Ostrov devastovaly tajfuny, které přišly v červnu a v září 1905, v září 1907 a v prosinci 1913, poničily kokosové plantáže a přivedly Pagan Society k úpadku.
V roce 1914, během první světové války, ostrov obsadilo Japonské císařství, které Společnost národů pověřila po skončení války správou v rámci Mandátního území Tichomořské ostrovy. Ostrov osídlili etničtí Japonci a Okinawané. Obnovili kokosové plantáže a pěstovali bavlnu a sladké brambory na vývoz a také začali komerčně lovit makrely a tuňáky. V roce 1935 byla upravena přistávací plocha a japonské císařské námořnictvo sem v roce 1937 umístilo posádku. V roce 1942 na ostrově žilo 413 japonských civilistů a 229 Čamorů. V červnu 1944 dorazila posádka japonské císařské armády o síle 2 150 mužů, byla však odříznuta a izolována pokračující spojeneckou ofenzívou. Zásobování vázlo, vojáci hladověli a několik stovek jich zemřelo podvýživou dříve, než Japonsko kapitulovalo.
Po skončení války ostrov obsadily Spojené státy, poté jej v roce 1947 OSN zahrnula do Poručenského území Tichomořské ostrovy a administraci svěřila Spojeným státům. Po válce udržovalo americké námořnictvo na ostrově malou základnu. V padesátých letech dvacátého století byly postaveny veřejné budovy, v tom kostel, skladiště kopry, ošetřovna a škola. Přesto na konci 70. let počet obyvatel poklesl pod stovku, mnoho z nich sezónně pobývalo na Saipanu. Při erupci sopky Pagan, která nastala 15. května 1981, zalily lávové proudy značnou část obdělávané půdy a pokryly také kus přistávací dráhy. Obyvatelé byli evakuováni na Saipan. Erupce trvaly až do roku 1985, slabší projevy vulkanické aktivity se objevily v letech 1987, 1988, 1992, 1993, 1996, 2006, 2009, 2010 a 2012. Kvůli přetrvávající hrozbě americké úřady zamítly opakované žádosti ostrovanů o návrat. Úřad starosty Severních ostrovů přibližně tři stovky vysídlených obyvatel, kteří se chtějí vrátit na Anatahan, Alamagan, Pagan a Agrigan, v jejich úsilí podporuje.
V roce 2006 pozorovala ostrov posádka letadla Lockheed C-130 Hercules amerického letectva. Během operace Christmas Drop spatřila dobytek, malou skupinu budov a travnatou rozjezdovou dráhu.
Skupina japonských investorů zvažovala využít ostrov jako odkladiště sutin a trosek zbylých po zemětřesení v Tóhoku. Po protestech v červnu 2012 byly plány opuštěny.

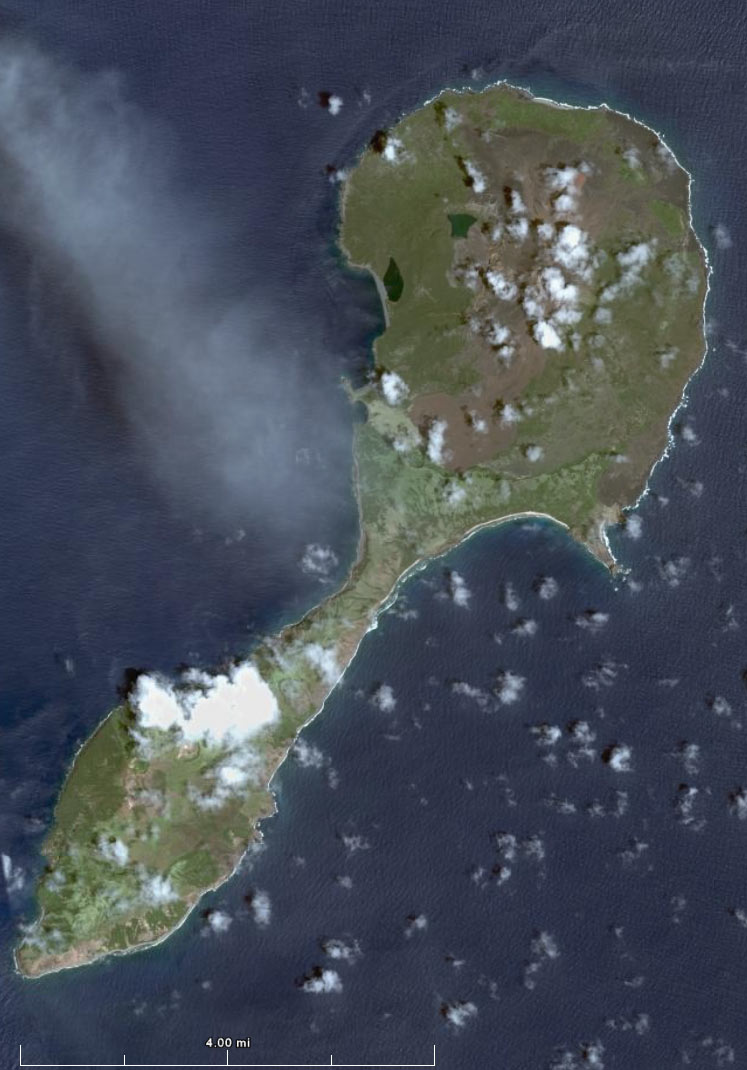
Ostrov na snímku Landsat

## Geografie

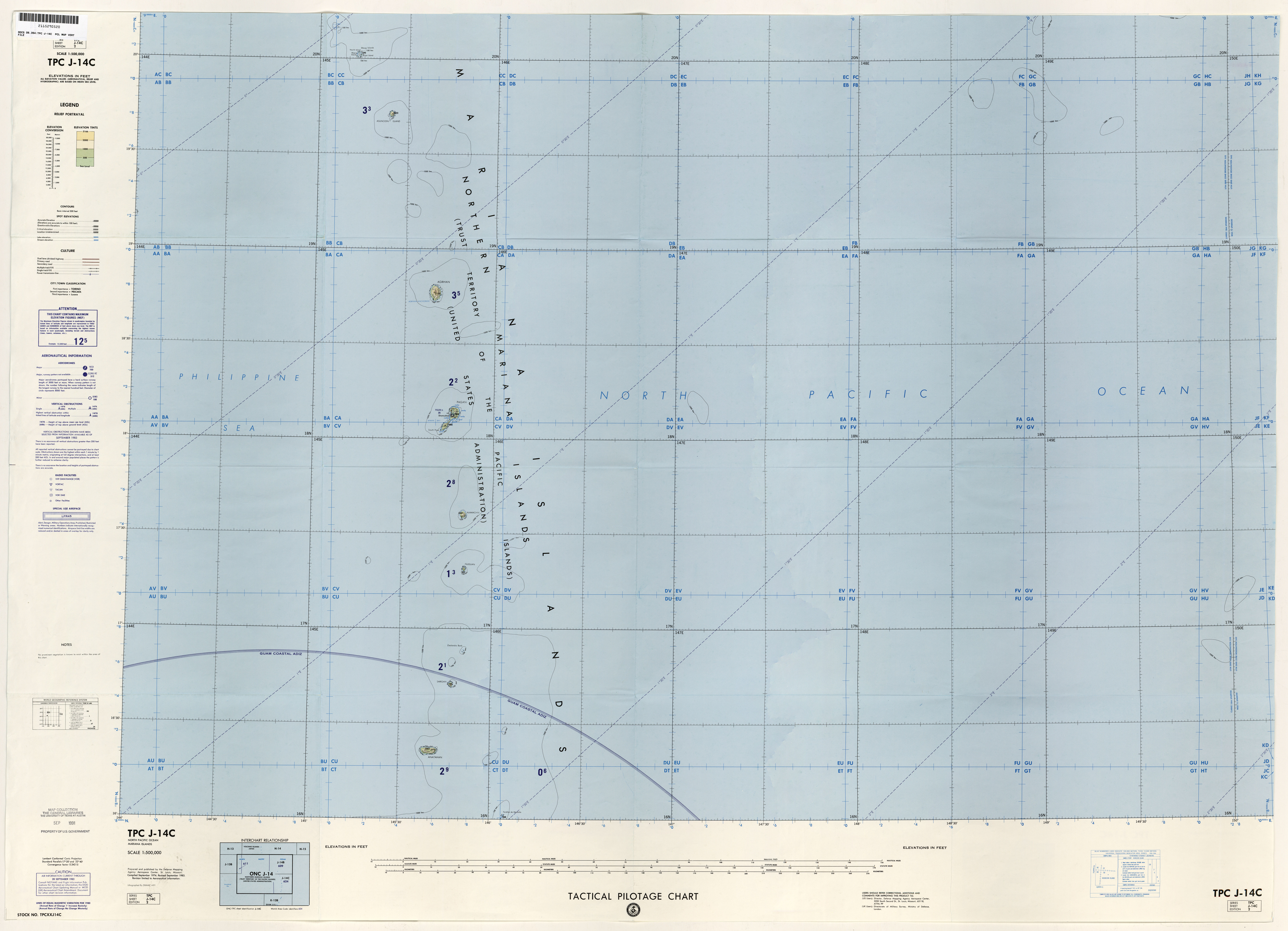
Pagan na mapě DMA (1983)

Pagan je vzdálen zhruba 320 km severně od Saipanu, hlavního ostrova Severních Marian. Rozloha 47,23 km² jej řadí na čtvrté místo mezi ostrovy Severních Marian. Ostrov sestává ze dvou stratovulkánů spojených úzkou šíjí, která v nejužším místě měří jen 600 metrů. Jižní sopka 18°4′30″ s. š., 145°43′30″ v. d. je 548 metrů vysoká, kaldera má průměr přibližně 4 km a skládá se ze čtyř kráterů spojených dohromady. Poslední erupce byla zaznamenána v roce 1864, některé fumaroly byly aktivní i v roce 1992. Severní sopka známá také jako Mount Pagan 18°7′48″ s. š., 145°48′ v. d. je vysoká 570 metrů. Leží v centru kaldery o průměru přibližně 6 km, erupce byly zaznamenány ve dvacátých letech 19. století, v letech 1872–1873, 1925 a 1981–85.
Pagan má dvě velká jezera. Laguna Sanhalom (také Inner Lake) měla při měření provedeném v 70. letech 20. století rozlohu 17 hektarů a hloubku 23 m. Laguna Sanhiyon (také Laguna Lake) na západním pobřeží severního ostrova měla rozlohu 16 hektarů a hloubku 20 m. Voda v obou jezerech je brakická.
Ihned u severovýchodního pobřeží jsou dva drobné skalnaté ostrůvky Togari Rock, o rozloze 0,6 ha a výšce 94 metrů, a Hira Rock o rozloze 0,25 ha. Mezi ostrovy, které konstituují administrativní jednotku Severních ostrovů, jsou uvedeny samostatně.

## Demografie
Od roku 1980 počet obyvatel silně kolísal, neboť studenti středních škol se pohybovali mezi bydlištěm na Paganu a školou na Saipanu. V říjnu 1977 žilo na Paganu sedm rodin s celkem 37 lidmi. Kancelář místního komisaře uvedla, že v prosinci 1977 žilo na Paganu 51 lidí. V roce 1980 bylo Paganu devět rodin s celkem 85 lidmi, včetně některých bydlících v Saipanu.

## Vzdělání
Až do erupce v roce 1981 provozoval školský okrsek Severních Marian na Paganu základní školu (do šesté třídy). V roce 1977 do školy chodilo 13 žáků. Potom studenti z Paganu navštěvují školu na Saipanu.

## Plány vojenské střelnice
V roce 2013 navrhlo velitelství amerického námořnictva zařadit ostrov do nové skupiny výcvikových prostorů Ranges and Training Areas. Návrh vzbudil nevoli a vyvolal protesty, vznikla skupina Our Islands are Sacred, petice na Change.org a sešlo se několik protestních shromáždění. Ministerstvo obrany zveřejnilo 3. dubna 2015 dlouho očekávaný návrh prohlášení o dopadu na životní prostředí (Environmental Impact Statement). Podle Michaela G. Hadfielda, profesora biologie havajské univerzity, který na Paganu v roce 2010 vedl tým zkoumající hmyz, se na ostrově nalézají jedinečné věci: „I když je tam činná sopka, není tam pustina, jak si mnozí lidé myslí. Je toho dost, co by mělo být zachováno – několik ohrožených druhů ptáků a pár druhů hlemýžďů, na které se specializuji a chystám se je dostat na seznam ohrožených druhů USA.“

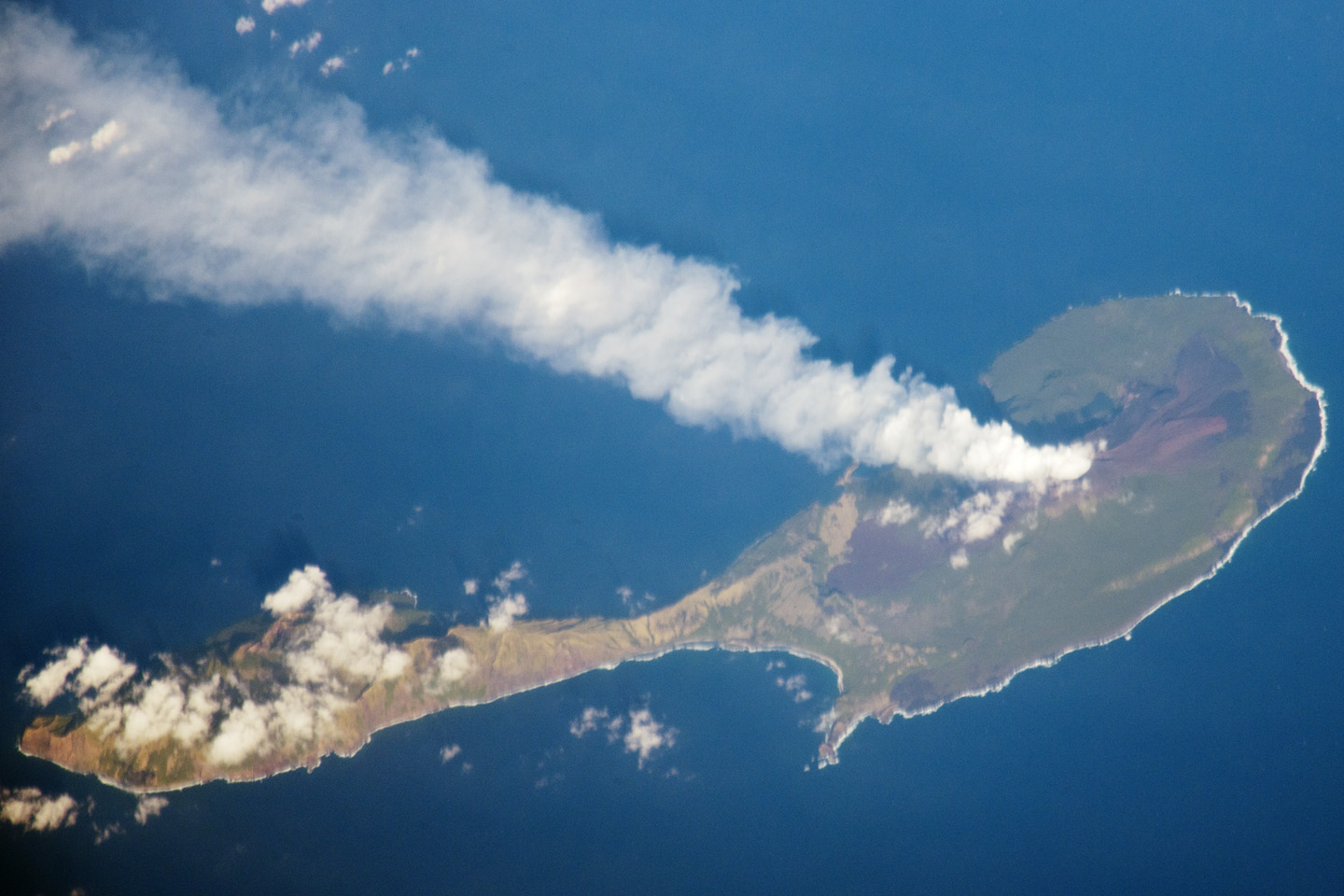
Pagan na snímku NASA v březnu 2012

 Jerome Aldan (zemřel v únoru 2017), který zastával úřad starosty Severních Marian, řekl novozélandskému rozhlasu, že představa amerických vojenských úřadů o Paganu jako neobydleném, je mylná. „Více než 50 rodin na Saipanu považuje Pagan za svůj domov a má plány a touhy vrátit se na usedlosti,“ na ostrově žijí dva lidé, kteří bydlí v chatrčích, mají jeden splachovací záchod, elektřinu a malý ranč.